# ジュラシック・パーク
「ジュラシック・パーク」（Jurassic Park）、後に「ジュラシック・ワールド」（Jurassic World）は、アメリカのSFメディア・フランチャイズである。1990年、ユニバーサル・ピクチャーズとアンブリン・エンターテインメントが、マイケル・クライトンの小説『ジュラシック・パーク』が出版される前にその権利を購入したことから始まった。この小説は成功し、1993年にはスティーヴン・スピルバーグ監督が映画化した。この映画は2013年に劇場用3D再公開され、2018年には米国議会図書館によって「文化的、歴史的、または美学的に重要」であるとして米国国立フィルム登録簿に保存されることが決定した。1993年に公開されたこの映画は、現在でも1990年代を代表する名作のひとつとされている。
1995年に続編となる小説『ロスト・ワールド』が発表され、1997年には映画化された。なお、『ジュラシック・パークIII』（2001年）を含むその後のシリーズ映画は、小説を原作としていない。1993年に映画が公開されて以来、このシリーズを題材にしたビデオゲームやコミック本が数多く制作され、ユニバーサル・スタジオのテーマパークにはいくつかのウォーターライドがオープンした。2000年の時点で、このフランチャイズは50億ドルの収益を上げており、史上最高の収益を上げたメディア・フランチャイズのひとつとなっている。
4作目となる『ジュラシック・ワールド』は、当初2005年に公開予定だったが、何度も延期され、最終的に2015年6月に公開された。この作品は、オープニング週末に全世界で5億ドル以上の興行収入を記録した最初の作品となり、劇場での上映期間を通して16億ドル以上の興行収入を記録し、当時3番目に高い興行収入を記録した。金銭的なインフレーションを調整すると、『ジュラシック・ワールド』は『ジュラシック・パーク』に次いでフランチャイズの中で2番目に高い収益を上げた作品となる。この映画の公開以来、フランチャイズは「ジュラシック・ワールド」の名前を使い続けている。

## 映画
| 映画                                  | 米国公開日    | 監督                       | 脚本                                                                        | 原案                                                       | 製作                                                                   |
| ------------------------------------- | ------------- | -------------------------- | --------------------------------------------------------------------------- | ---------------------------------------------------------- | ---------------------------------------------------------------------- |
| ジュラシック・パーク                  | 1993年6月11日 | スティーブン・スピルバーグ | マイケル・クライトン デヴィッド・コープ                                     | マイケル・クライトン デヴィッド・コープ                    | ジェラルド・R・モーレン キャスリーン・ケネディ                         |
| ロスト・ワールド/ジュラシック・パーク | 1997年5月23日 | スティーブン・スピルバーグ | デヴィッド・コープ                                                          | デヴィッド・コープ                                         | ジェラルド・R・モーレン コリン・ウィルソン                             |
| ジュラシックパークIII                 | 2001年7月18日 | ジョージョンストン         | ピーター・バックマン アレクサンダー・ペイン ジム・テイラー                  | ピーター・バックマン アレクサンダー・ペイン ジム・テイラー | キャスリーン・ケネディ ラリー・J・フランコ                             |
| ジュラシック・ワールド                | 2015年6月12日 | コリン・トレボロウ         | リック・ジャッファ アマンダ・シルヴァー コリン・トレボロウ デレク・コノリー | リック・ジャッファ アマンダ・シルヴァー                    | フランク・マーシャル パトリック・クロウリー                            |
| ジュラシック・ワールド/炎の王国       | 2018年6月22日 | J・A・バヨナ               | デレク・コノリー コリン・トレボロウ                                         | デレク・コノリー コリン・トレボロウ                        | フランク・マーシャル パトリック・クロウリー ベレン・アティエンザ       |
| ジュラシック・ワールド/新たなる支配者 | 2022年6月10日 | コリン・トレボロウ         | コリン・トレボロウ エミリー・カーマイケル                                   | コリン・トレボロウ デレク・コノリー                        | フランク・マーシャル パトリック・クロウリー                            |
| ジュラシック・ワールド/復活の大地     | 2025年7月2日  | ギャレス・エドワーズ       | デヴィッド・コープ                                                          | デヴィッド・コープ                                         | スティーヴン・スピルバーグ フランク・マーシャル パトリック・クロウリー |

### 将来
マーシャルは、2020年5月に『ジュラシック・ワールド/新たなる支配者』はフランチャイズの最終作ではなく、恐竜が本土にいることに人間が適応しなければならないという「新しい時代の始まり」を示す作品であると語った。

## 短編映画
| 映画               | 米国公開日    | 監督               | 脚本                                      | 製作                                        |
| ------------------ | ------------- | ------------------ | ----------------------------------------- | ------------------------------------------- |
| Battle at Big Rock | 2019年9月15日 | コリン・トレボロウ | エミリー・カーマイケル コリン・トレボロウ | パトリック・クロウリー フランク・マーシャル |

### Battle at Big Rock（2019年）
『Battle at Big Rock』は、シリーズ初の実写短編映画。監督はコリン・トレボロウ、脚本はトレボロウとエミリー・カーマイケルが共同で務めた。出演は、アンドレ・ホランド、ナタリー・マルティネス、メロディー・ハード、ピアソン・サルバドール。
この作品は、『ジュラシック・ワールド/炎の王国』の出来事から1年後を舞台にしている。映画の中では、『炎の王国』の恐竜が放たれた場所から約20マイル離れた、カリフォルニア州北部にある架空のビッグロック国立公園に家族がキャンプに出かける。この作品では、人間と恐竜の最初の大きな対決が描かれている。

## 小説

### Jurassic Park Adventures（2001年–2002年）
スコット・シンシンは、『ジュラシック・パークIII』を題材にしたスピンオフ小説3部作を執筆した。このシリーズには、2001年に出版された『Jurassic Park Adventures: Survivor』と『Jurassic Park Adventures: Prey』、翌年に出版された『Jurassic Park Adventures: Flyers』が含まれる。

### The Evolution of Claire（2018年）
『The Evolution of Claire (Jurassic World)』は、テス・シャープが執筆したヤングアダルト小説。「ジュラシック・ワールド」3部作をベースにした作品で、『ジュラシック・ワールド/炎の王国』の公開に合わせて2018年に出版された。テーマパーク「ジュラシック・ワールド」がオープンする前の2004年を舞台にしたスピンオフ作品。小説では、大学1年生のクレア・デアリングが、夏休みにパークでインターンシップをする様子が描かれている。

## テレビ
| シリーズ                                    | シーズン | 初公開        | 初公開  | ショーランナー                              |
| ------------------------------------------- | -------- | ------------- | ------- | ------------------------------------------- |
| ジュラシック・ワールド/サバイバル・キャンプ | 3        | 2020年9月18日 | Netflix | ザック・ステンツ                            |
| 無題の実写シリーズ                          | 1        |               |         | ジャスティン・ファルヴィー ダリル・フランク |

### 無題の実写シリーズ
「ジュラシック・パーク」シリーズをベースにした実写テレビシリーズの開発が進められている。このシリーズは、映画と同じ連続性で展開され、アンブリン・テレビジョンが開発を担当し、コリン・トレボロウとスティーヴン・スピルバーグがプロデューサーを務める。また、アンブリン・テレビジョンの共同社長であるダリル・フランクとジャスティン・ファルヴィーもプロデューサーを務める。製作は、カナダのブリティッシュコロンビア州バンクーバーで行われる予定。

## 評価

### 興行成績
| 映画                                  | 米国公開日    | 製作費       | 興行収入       | 興行収入       | 興行収入       | 興行収入ランキング | 興行収入ランキング | 出典                               |
| 映画                                  | 米国公開日    | 製作費       | 北米           | その他の地域   | 全世界         | 北米歴代           | 全世界歴代         | 出典                               |
| ------------------------------------- | ------------- | ------------ | -------------- | -------------- | -------------- | ------------------ | ------------------ | ---------------------------------- |
| ジュラシック・パーク                  | 1993年6月11日 | $63 million  | $404,214,720   | $629,713,583   | $1,033,928,303 | #37                | #40                | [ 11 ]                             |
| ロスト・ワールド/ジュラシック・パーク | 1997年5月23日 | $73 million  | $229,086,679   | $389,552,320   | $618,638,999   | #155               | #156               | [ 12 ]                             |
| ジュラシックパークIII                 | 2001年7月18日 | $93 million  | $181,171,875   | $187,608,934   | $368,780,809   | #256               | #353               | [ 13 ]                             |
| ジュラシック・ワールド                | 2015年6月12日 | $150 million | $652,385,625   | $1,018,130,819 | $1,670,516,444 | #7                 | #6                 | [ 14 ]                             |
| ジュラシック・ワールド/炎の王国       | 2018年6月22日 | $170 million | $417,719,760   | $892,746,536   | $1,310,466,296 | #29                | #15                | [ 15 ]                             |
| 合計                                  | 合計          | $549 million | $1,884,578,659 | $3,117,752,192 | $5,002,330,851 |                    |                    | [ 11 ] [ 12 ] [ 13 ] [ 14 ] [ 15 ] |

### 批評家の反応
| 映画                                  | Rotten Tomatoes         | Metacritic     | CinemaScore |
| ------------------------------------- | ----------------------- | -------------- | ----------- |
| ジュラシック・パーク                  | 92％（130件のレビュー） | 68（20の批評） | A           |
| ロスト・ワールド/ジュラシック・パーク | 53％（78件のレビュー）  | 59（18の評論） | B +         |
| ジュラシックパークIII                 | 49％（186件のレビュー） | 42（30の批評） | B−          |
| ジュラシック・ワールド                | 71％（353件のレビュー） | 59（49の批評） | A           |
| ジュラシック・ワールド/炎の王国       | 47％（428件のレビュー） | 51（59の批評） | A−          |

### 遺産
2018年、オリジナル映画は、「文化的、歴史的、または美学的に重要である」として、米国議会図書館によって米国国立フィルム登録簿に保存されることが決定した。